# Sam Bush
Sam Bush   (Bowling Green, 13 d'abril de 1952) és un mandolinista nord-americà que es considera un originador de la música progressiva del bluegrass. El 2020 fou ingressat al Saló de la Fama de la Música Bluegrass com a membre de New Grass Revival.

## Biografia
Nascut a Bowling Green, Kentucky, Bush va estar exposat a la música country i bluegrass a una edat primerenca a través de la col·lecció de discos del seu pare Charlie, i més tard pel programa de televisió "Flatt & Scruggs". Comprant la seva primera mandolina als 11 anys, el seu interès musical es va despertar encara més quan va assistir al "Roanoke, VA Bluegrass Festival" inaugural el 1965. Quan era adolescent, Bush va ocupar el primer lloc tres vegades a la divisió júnior del "National Oldtime Fiddler's Contest de Weiser". Es va unir al guitarrista Wayne Stewart, el seu mentor i professor de música durant l'adolescència de Sam, i al banjo-ista Alan Munde (més tard de Country Gazette) i els tres van gravar un àlbum instrumental, Poor Richard's Almanac, el 1969. A la primavera de 1970, Bush va assistir a la "Fiddlers Convention" a Union Grove, Carolina del Nord, i es va inspirar en el bluegrass progressiu amb gust de rock de la New Deal String Band. Més tard aquell mateix any, es va traslladar a Louisville i es va unir a la Bluegrass Alliance. A la tardor de 1971, la banda es va dissoldre i es va reformar amb el nom de New Grass Revival.
El New Grass Revival va passar per nombrosos canvis de personal, amb Bush com l'únic membre original. El baixista i vocalista John Cowan es va unir el 1974, amb les del banjo Béla Fleck i el guitarrista acústic Pat Flynn que es van allistar el 1981. Des del 1979 fins al 1981, el grup va fer una gira amb Leon Russell, obrint els espectacles i donant suport a Russell durant el seu set de capçalera.
A partir del 1980, Bush i Cowan es van reunir periòdicament amb la Duckbutter Blues Band, amb seu a Nashville, els altres membres del qual eren el guitarrista de blues Kenny Lee, el bateria Jeff Jones i el baixista Byron House. Bush va gravar el seu primer àlbum en solitari, Late as Usual, quatre anys després. El 1989, Bush i Fleck es van unir a Mark O'Connor, Jerry Douglas i Edgar Meyer en una banda de bluegrass estrella, Strength in Numbers, al "Telluride Bluegrass Festival" de Colorado. Quan es va dissoldre el New Grass Revival el 1989, Bush es va unir al Nash Ramblers d'Emmylou Harris, fent gires i enregistrant amb Harris durant els propers cinc anys.
El 1995, Bush va treballar com a sideman amb Lyle Lovett i el Flecktones de Bela Fleck. Va formar la seva pròpia banda, amb Cowan i l'ex-Nash Ramblers Jon Randall i Larry Atamanuick, poc abans de gravar el seu segon àlbum en solitari, Glamour & Grits, el 1996. Va publicar el seu següent àlbum, Howlin 'at the Moon, el 1998, amb molts dels mateixos jugadors i convidats especials, inclosos Harris, Fleck i JD Crowe.
A l'hivern de 1997, Bush i el New Grass Revival es van reunir per aparèixer a Late Night amb Conan O'Brien com a banda de seguretat de Garth Brooks. El 28 de març de 1998, la ciutat natal de Bush, Bowling Green, KY, el va honrar amb una celebració especial del "Dia de Sam Bush".
Després de Howlin a la Lluna el 1998, va publicar Ice Caps: Peaks of Telluride el 2000, que era un enregistrament en directe. El 2004, Randall va deixar la banda de Bush i Brad Davis va assumir la veu de l'harmonia i les tasques de guitarra.
El 2006, Bush va llançar Laps in Seven. El llançament va ser significatiu perquè va suposar el retorn del banjo als enregistraments de Bush, interpretats per Scott Vestal. El guitarrista, Keith Sewell, va actuar a la gravació, però poc després va prendre feina amb els Dixie Chicks. Bush va buscar un nou guitarrista per als seus enregistraments i la seva banda de música i va trobar Stephen Mougin.
El 2007, Bush va llançar el seu primer DVD en viu, titulat On The Road. El 2007 també va suposar la primera vegada que va ser escollit per organitzar els premis "International Bluegrass Music Association".
Bush va contribuir a dos àlbums tribut de bluegrass a la banda britànica Progressive Rock, Moody Blues - Moody Bluegrass del 2004: "A Nashville Tribute to the Moody Blues", i el Moody Bluegrass TWO de 2011... Much Love. Bush va proporcionar la veu principal de la cançó de Ray Thomas "Nice To Be Here" en aquest darrer àlbum.

## Premis i guardons
Sam Bush va acollir la 22a edició dels premis anuals de l'Associació Internacional de Música Bluegrass, celebrada a l'històric "Ryman Auditorium" de Nashville. També va organitzar els premis IBMA 2007, celebrats a la "Grand Ole Opry House".
- "L'American Music Association" (AMA) va lliurar a Sam Bush el premi "Lifetime Achievement for Instrumentalist" en la vuitena cerimònia anual d'honors i premis Americana, presentada per la Fundació Gibson al Ryman Auditorium el 17 de setembre de 2009.[8]
- L'Associació Internacional de Música Bluegrass (IBMA) ha nomenat quatre vegades el músic de mandolina de l'any de Sam Bush, el 1990, el 1991, el 1992 i el 2007.[9][10]

Sam Bush ha estat guardonat amb un Grammy per...
- Millor actuació country d'un duo o grup amb vocal amb Emmylou Harris i Nash Ramblers a Emmylou Harris i els Nash Ramblers el 1992.
- Millor interpretació instrumental de pop amb Béla Fleck i The Flecktones a The Sinister Minister el 1996.
- Àlbum de l'any amb diversos artistes com Alison Krauss i Union Station, Emmylou Harris, Gillian Welch, Ralph Stanley i Tim Blake Nelson per O Brother, Where Art Thou el 2001.
- Va ser nominat el 2006 al Grammy a la millor actuació instrumental del país amb Jerry Douglas i Béla Fleck per Who's Your Uncle.[11]
- Al març de 2010, es va aprovar una legislació a Kentucky que va anomenar oficialment "Bowling Green" el "bressol de Newgrass" i Sam Bush el "pare de Newgrass". La Resolució, patrocinada pel representant Jim DeCesare, va aprovar el Senat de Kentucky per unanimitat el 25 de març. Va aprovar la Cambra el 3 de març també per unanimitat.[12]
- Sam Bush va ser objecte del documental Revival: The Sam Bush Story[1] del 2015, que inclou comentaris d'Alison Krauss, Emmylou Harris, Bela Fleck, David Grisman, Ricky Skaggs i The Avett Brothers, entre d'altres. Dirigida per Wayne Franklin i Kris Wheeler, la pel·lícula es va projectar a diversos festivals de cinema independent al llarg del 2015.

## Recitals
A més de ser un vocalista de bluegrass, Bush també és un instrumentista de mandolina i violí guanyador del títol de campió nacional de violí als quinze anys. Va ser membre fundador del "New Grass Revival" i se l'ha anomenat Bill Monroe actual, o com diria Sam.
| « | <...si Bill fos el pare de bluegrass, jo podria ser la mare perquè Monroe diria: "ara ve aquesta mare!> | » |

Sam, afectuosament "Sammy" o "Mr. Entertainment", també recorda haver conegut el senyor Monroe quan era jove adolescent. Després de demostrar la seva tècnica de mandolina, Monroe va oferir el consell: "enganxeu-vos al violí".
Sam és una de les principals atraccions del festival anual "Telluride Bluegrass" a Telluride, Colorado i toca a les vuit del vespre. ambientat el dissabte a la nit, així com moltes aparicions durant el cap de setmana. És conegut afectuosament com "El rei de Telluride" per les seves perennes aparicions allà (i Emmylou Harris la "Reina de Telluride"). Sam va fer una gira amb la banda de Harris, The Nash Ramblers. Col·laboracions addicionals inclouen enregistraments i actuacions en directe amb molts músics i artistes virtuosos com Doc Watson, Linda Ronstadt, Dolly Parton, Ann Savoy, Tony Rice, Peter Rowan, Russ Barenberg, David Grisman, Mark O'Connor, Edgar Meyer i, sobretot; Strength in Numbers, una banda formada per Bela Fleck, Mark O'Connor, Edgar Meyer, Jerry Douglas i Sam Bush.
Strength in Numbers va ser una col·laboració nascuda a partir de jam sessions del Telluride Bluegrass Festival. La música del seu llançament en CD titulada The Telluride Sessions era instrumental i es va gravar en directe, mostrant el talent individual de cada intèrpret i la seva capacitat per improvisar. Durant els darrers anys (2000-2008) hi ha hagut moltes variacions de la banda Strength in Numbers, també coneguda com a "Bluegrass Sessions", incloent-hi sempre Jerry Douglas, (Dobro), i normalment el baixista Byron House, també de Bowling Green, KY. Altres músics inclouen Gabe Witcher (violí), Bryan Sutton (guitarra), Tim O'Brien (violí, mandolina, guitarra, veu) i Darol Anger, (violí).
Sam Bush Band fa moltes gires, apareixent en molts llocs petits i grans festivals com el "Strawberry Music Festival" (Memorial Day i Labor Day), Rockygrass (finals de juliol) i cada primavera al "Americana Festival, Merlefest" a Wilkesboro, Carolina del Nord. Sam Bush és conegut com un dels intèrprets més animats d'aquests festivals i fa moltes aparicions convidades amb els altres artistes.